# Kolno (Nowa Ruda)
Kolno (deutsch: Kohlendorf) ist ein Ortsteil der Stadtgemeinde Nowa Ruda (Neurode) in der Woiwodschaft Niederschlesien in Polen.

## Geographie
Kolno liegt zwei Kilometer nordöstlich des Stadtzentrums von Nowa Ruda an der Woiwodschaftsstraße 381, die von Kłodzko (Glatz) nach Wałbrzych (Waldenburg) verläuft. Nachbarorte sind Jugów (Hausdorf) im Norden, Przygórze (Köpprich) im Nordosten, Wolibórz (Volpersdorf) im Osten, Włodowice (Walditz) im Südwesten und Drogosław (Kunzendorf) im Nordwesten.

## Geschichte
Kohlendorf, dessen Gebiet zur ehemals böhmischen Grafschaft Glatz gehörte, wurde um 1770 vom Neuroder Grundherrn Stillfried gegründet. Bereits 1742 mit dem Frieden von Berlin, der nochmals mit dem Hubertusburger Frieden von 1763 bestätigt wurde, war das Gebiet von Kohlendorf zusammen mit der Grafschaft Glatz an Preußen gefallen. 1810 verkaufte August von Stillfried die Herrschaft Neurode an Anton Alexander von Magnis auf Eckersdorf. Nach der Neugliederung Preußens gehörte Kohlendorf ab 1815 zur Provinz Schlesien, die in Landkreise aufgeteilt wurde. 1816–1853 war der Landkreis Glatz, 1854–1932 der Landkreis Neurode zuständig. Nach dessen Auflösung 1933 gehörte Kohlendorf bis 1945 wiederum zum Landkreis Glatz. Seit 1874 gehörte die Landgemeinde Kohlendorf zusammen mit der Landgemeinde Kunzendorf zum Amtsbezirk Kunzendorf.
Von wirtschaftlicher Bedeutung war von Anfang an die Förderung der Kohle in der Rubengrube sowie die Landwirtschaft und die Hausweberei. Die weitere wirtschaftliche Entwicklung wurde 1880 mit der Inbetriebnahme der Bahnstrecke Waldenburg–Glatz begünstigt, die in Kohlendorf einen Haltepunkt hatte. 1936 wurde Kohlendorf in die Stadt Neurode eingemeindet. Durch einen  Kohlensäure-Ausbruch wurden am 10. Mai 1941 187 Bergleute in der Rubengrube von Kohlendorf getötet.
Als Folge des Zweiten Weltkrieges fiel Kohlendorf 1945 mit dem größten Teil Schlesiens an Polen und wurde in Kolno umbenannt. Die deutsche Bevölkerung wurde, soweit sie nicht schon vorher geflohen war, 1946 zum größten Teil vertrieben. Die neu angesiedelten Bewohner waren zum Teil Heimatvertriebene aus Ostpolen, das an die Sowjetunion gefallen war. Die Rubengrube wurde in „Kopalnia Węgla Kamiennego Nowa Ruda – Pole Piast“ umbenannt. Von 1954 bis 1975 gehörte Kolno mit Nowa Ruda zum Powiat noworudzki (Powiat Nowa Ruda), anschließend bis 1998 zur Woiwodschaft Wałbrzych. Nach der politischen Wende von 1989 wurde die Kopialnia 1994 geschlossen.

## Sehenswürdigkeiten
- Bergbaumuseum[3]